# Kaniere
Kaniere – miasto w Nowej Zelandii, na Wyspie Południowej, w regionie West Coast.